# Корнелии Суллы
Корне́лии Су́ллы — ветвь римского патрицианского рода Корнелиев, отделившаяся в III веке до н. э. Наиболее известный её представитель, Луций Корнелий Сулла, был бессрочным диктатором Рима в 82—79 годах до н. э.

## История рода
Первым из известных предков Корнелиев Сулл был Публий Корнелий Руфин, диктатор в 333 году до н. э. Его сын того же имени был консулом в 290 и 277 годах до н. э., а в 275 году его исключили из сената за нарушение законов о роскоши: в доме Руфина было слишком много серебряных изделий. Сын Руфина-младшего, фламин Юпитера Публий Корнелий, стал первым носителем когномена Сулла.
Сын и внук фламина были преторами в 212 и 186 годах до н. э. соответственно. Сын последнего, Луций Корнелий Сулла, предположительно не избирался на курульные должности и не заседал в сенате из-за своей относительной бедности, так что эта ветвь Корнелиев временно выбыла из состава римской аристократии. Представитель следующего поколения, тоже Луций, смог улучшить своё финансовое положение и сделать военную карьеру в Югуртинской, Кимврской и Союзнической войнах. Затем он возглавил партию оптиматов и захватил единоличную власть в Римской республике в ходе гражданской войны (82 год до н. э.).
Сын диктатора избирался только квестором и погиб, сражаясь против Гая Юлия Цезаря на стороне помпеянской партии (46 год до н. э.). Происхождение нескольких Сулл, занимавших консульские должности в эпоху раннего принципата, точно неизвестно; вероятно, некоторые из них были потомками диктатора, а по женской линии — потомками Гнея Помпея Великого. Последним представителем рода исследователи считают консула 52 года до н. э.. Корнелии Суллы низкого происхождения упоминаются в более поздних эпиграфических источниках.